# Rest of My Life
"Rest of My Life" é uma canção do rapper estadunidense Ludacris, com a participação do cantor de R&B compatriota Usher, e do disc jockey francês David Guetta. A canção foi lançada em 2 de novembro de 2012 como single.

## Lançamento
A canção foi destaque na trilha sonora do filme Fast & Furious 6.

## Vídeo e musica
O videoclipe da canção foi lançado oficialmente em 11 de novembro de 2012.

## Desempenho nas paradas
| Paradas (2012–13)                               | Melhor posição |
| ----------------------------------------------- | -------------- |
| O campo songid é OBRIGATÓRIO PARA PARADA ALEMÃ  | 32             |
| Austrália (ARIA)                                | 16             |
| Áustria (Ö3 Austria Top 75)                     | 25             |
| Bélgica (Ultratip Bubbling Under de Flandres)   | 3              |
| Bélgica (Ultratip Bubbling Under da Valônia)    | 7              |
| Canadá (Canadian Hot 100)                       | 47             |
| Eslováquia (Rádio Top 100)                      | 93             |
| Estados Unidos (Billboard Hot 100)              | 72             |
| Estados Unidos (Billboard Mainstream Top 40)    | 25             |
| Estados Unidos (Billboard Hot Dance Club Songs) | 8              |
| França (SNEP)                                   | 152            |
| Irlanda (IRMA)                                  | 72             |
| Nova Zelândia (Recorded Music NZ)               | 19             |
| Reino Unido (UK Singles Chart)                  | 41             |
| Reino Unido (UK Dance Chart)                    | 9              |
| República Checa (Rádio Top 100)                 | 32             |
| Roménia (Romanian Top 100)                      | 50             |
| Suíça (Schweizer Hitparade)                     | 42             |

## Certificação
| Austrália (ARIA) | Platina | 70,000^ |
| Nova Zelândia (RMNZ) | Ouro    | 7,500*  |
| *número de vendas baseado na certificação ^ figuras embarques com base apenas na certificação ºnúmeros não especificados baseando-se apenas na certificação |         |         |

## Histórico de lançamento
| País           | Data                  | Formato          | Gravadora                      |
| -------------- | --------------------- | ---------------- | ------------------------------ |
| Estados Unidos | 2 de novembro de 2012 | Digital download | The Island Def Jam Music Group |